# Томашівський повіт
Томашівський повіт (рос. дореф. Томашовскій уѣздъ, пол. Powiat tomaszowski) — історична адміністративно-територіальна одиниця Люблінської (1867—1912) і Холмської (1912—1918) губерній Російської імперії, України (1918—1919) та Люблінського воєводства міжвоєнної Польщі. Утворений у 1867 році. Повітовий центр — місто Томашів.

## Волості

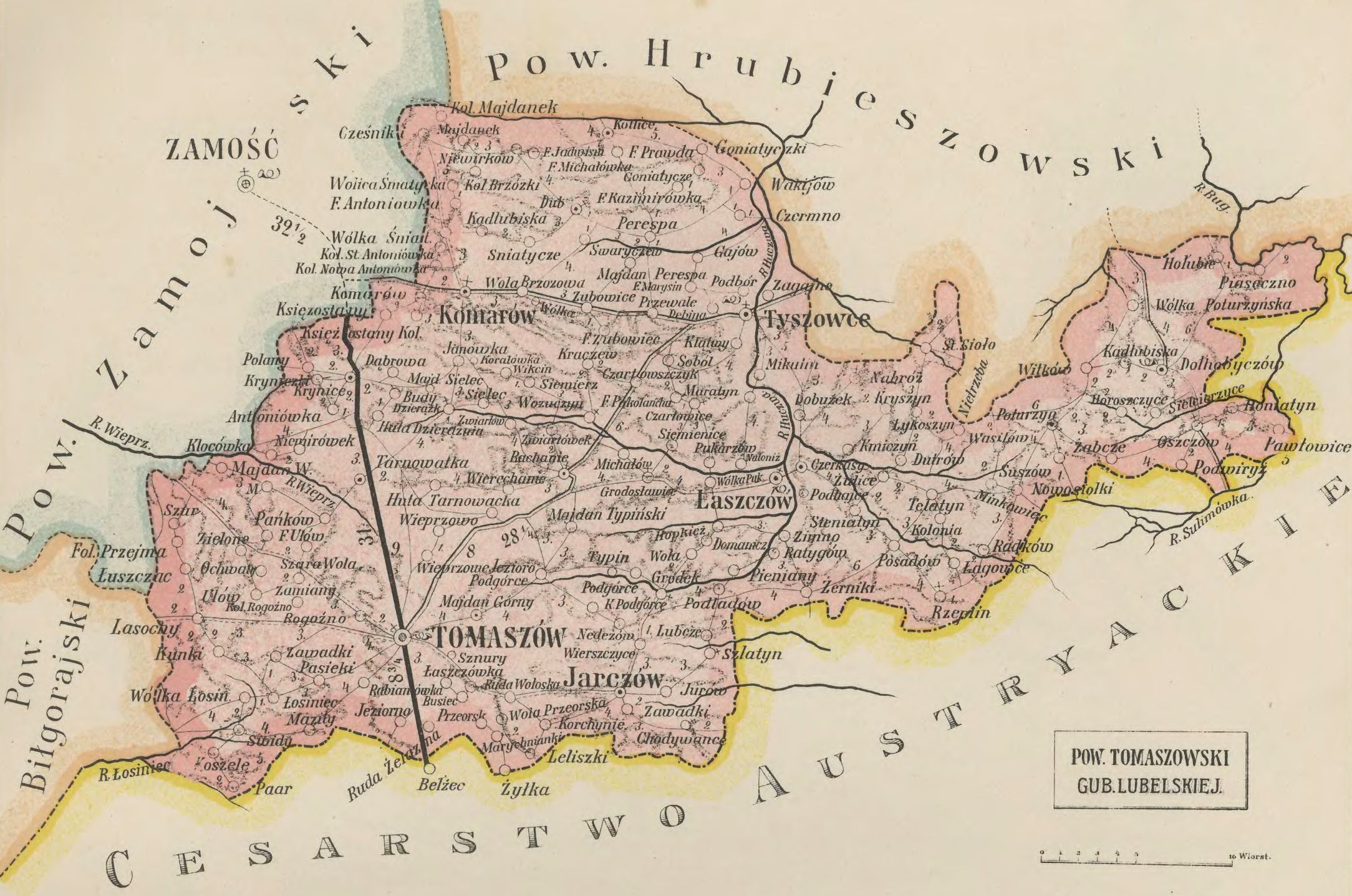
Томашівський повіт, 1907

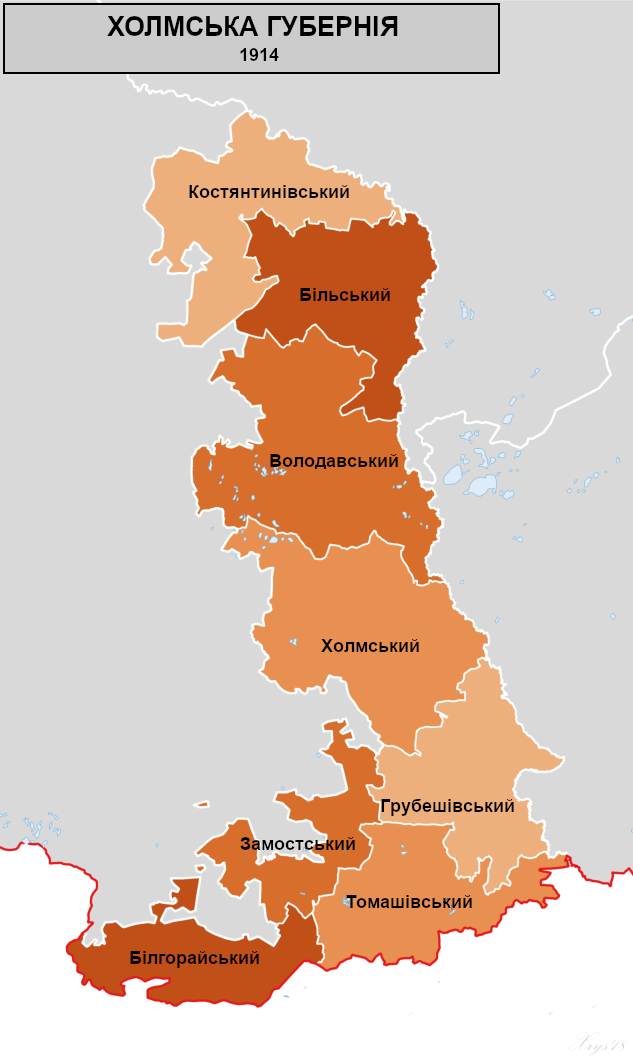
Холмська губернія в 1914 році

При утворенні до повіту входили 1 місто (Томашів) і 3 містечка (Комарів, Тишівці, Ярчів) та 13 сільських волостей.
В 1911 р. повіт поділявся на 13 волостей:
- Долгобичів — с. Долгобичів,
- Комарів — с. Комарів,
- Котлиці — с. Котлиці,
- Криниці — с. Криниці,
- Майдан-Горішній — с. Майдан-Горішній,
- Потуржин — с. Потуржин,
- Рахані — с. Рахані,
- Терноватка — с. Терноватка,
- Телятин — с. Телятин,
- Томашів — с. Пасіки,
- Тишівці — м. Тишівці,
- Черкаси — с. Черкаси,
- Ярчів — с. Ярчів.

Ухвалою другої Думи від 9 травня 1912 (закон 23 червня 1912) Томашівський повіт переданий з Люблінської губернії до Холмської.

## Розташування
Повіт розташовувався на південному сході губернії. Межував на заході — з Білгорайським і Замостським, на півночі — з Грубешівським, на сході — з Володимир-Волинським повітом Волинської губернії, а на півдні — з Галичиною (Сокальський, Равський і Чесанівський повіти). Площа повіту становила 1213,4 версти.

## Населення
За даними етнографічної експедиції 1869—1870 років під керівництвом Павла Чубинського, у повіті проживало 35 260 українськомовних: 23 921 українськомовних греко-католиків, 11 339 українськомовних римо-католиків, 3 019 польськомовних греко-католиків.
В 1889 р. в повіті нараховувалось 86 806 осіб, з них 4 309 осіб тимчасового проживання. За віровизнанням: 49 000 православних (до 1875 р. — греко-католики), 35 870 римокатоликів, 10 620 юдеїв, 14 протестантів.
За переписом населення Російської імперії 1897 року в повіті проживало 98 783 осіб (49 230 чоловіків і 49 553 жінок). Найбільше місто — Томашів (6233 осіб). Розподіл населення за мовою згідно з переписом 1897 року:
| Мова       | Осіб   | Відсоток |
| ---------- | ------ | -------- |
| українська | 48 940 | 49,54 %  |
| польська   | 36 043 | 36,49 %  |
| єврейська  | 10 947 | 11,08 %  |
| російська  | 2 449  | 2,48 %   |
| інші       | 404    | 0,41 %   |
| Разом      | 98 783 | 100 %    |

Внаслідок указу російського імператора Миколи II від 17 квітня 1905 року, який проголошував релігійну терпимість та дозволив змінювати конфесію, у 1905—1906 роках у повіті 5125 осіб перейшли з православ'я на римо-католицизм. У 1906/1907 роках у повіті налічувалося 42 921 православний і 56 284 римо-католиків.

## Інфраструктура
У 1906/1907 роках у повіті діяло 66 православних церков і 12 римо-католицьких костелів. На 1908 рік у повіті працювало 150 шкіл (55 звичайних і 96 прицерковних).